# Kanton Belmont-de-la-Loire
Kanton Belmont-de-la-Loire (francouzsky Canton de Belmont-de-la-Loire) je francouzský kanton v departementu Loire v regionu Rhône-Alpes. Tvoří ho 9 obcí.

## Obce kantonu
- Arcinges
- Belleroche
- Belmont-de-la-Loire
- Le Cergne
- Cuinzier
- Écoche
- La Gresle
- Saint-Germain-la-Montagne
- Sevelinges